# Миллион за Лауру
Миллион за Лауру (пол. Milion za Laurę) — польский музыкальный фильм, комедия 1971 года.

## Сюжет
Торговец на базаре Кароль Буляк купил старый чемодан, в котором оказалась странная гитара, но Буляк отправляясь в экскурсию за границу, не успел осмотреть музыкальный инструмент. Во время экскурсии в Италию он узнал, что странная гитара это знаменитая «Лаура», стоимостью миллион долларов, которую когда-то французские солдаты вывезли на восток. Но где теперь «Лаура»? Когда Буляк был за границей, его племянница отдала её товарищам, которые поехали на музыкальный фестиваль...

## В ролях
- Богдан Баэр — Кароль Буляк, торговец на базаре,
- Веслава Квасьневская — Анита, жена Буляка,
- Ирена Шевчик — Марта, племянница Буляка,
- Влодзимеж Новак — Ромек, парень Марты,
- Чеслав Воллейко — председатель комиссии на телевидении,
- Тадеуш Росс — ассистент председателя комиссии на телевидении,
- Ян Тадеуш Станиславский — член комиссии на телевидении,
- Кристина Сенкевич — член комиссии на телевидении,
- Войцех Бжозович — член комиссии на телевидении,
- Адам Мулярчик — торговец на базаре, знакомый Буляка,
- Кристина Борович — торговка на базаре,
- Хенрик Хунко — переводчик в Италии,
- Яцек Федорович — гид в итальянском музее,
- Ежи Турек — Вальчак, милиционер,
- Влодзимеж Скочиляс — комендант милиции,
- Халина Ковальская — дочь коменданта милиции,
- Казимеж Рудзкий — психиатр,
- Здзислав Лесняк — медбрат в психиатрической больнице,
- Цезары Юльский — «Наполеон» в психиатрической больнице,
- Эва Зентек — девушка в фольклорном наряде,
- Богдан Издебский — мальчик, продающий "Лауру",
- Вацлав Ковальский — гураль,
- Ежи Штур — сын гураля,
- Ян Прохыра — сын гураля,
- Мечислав Стоор — чехословацкий офицер,
- Гражина Барщевская и др.